# Eparchia di Iževsk

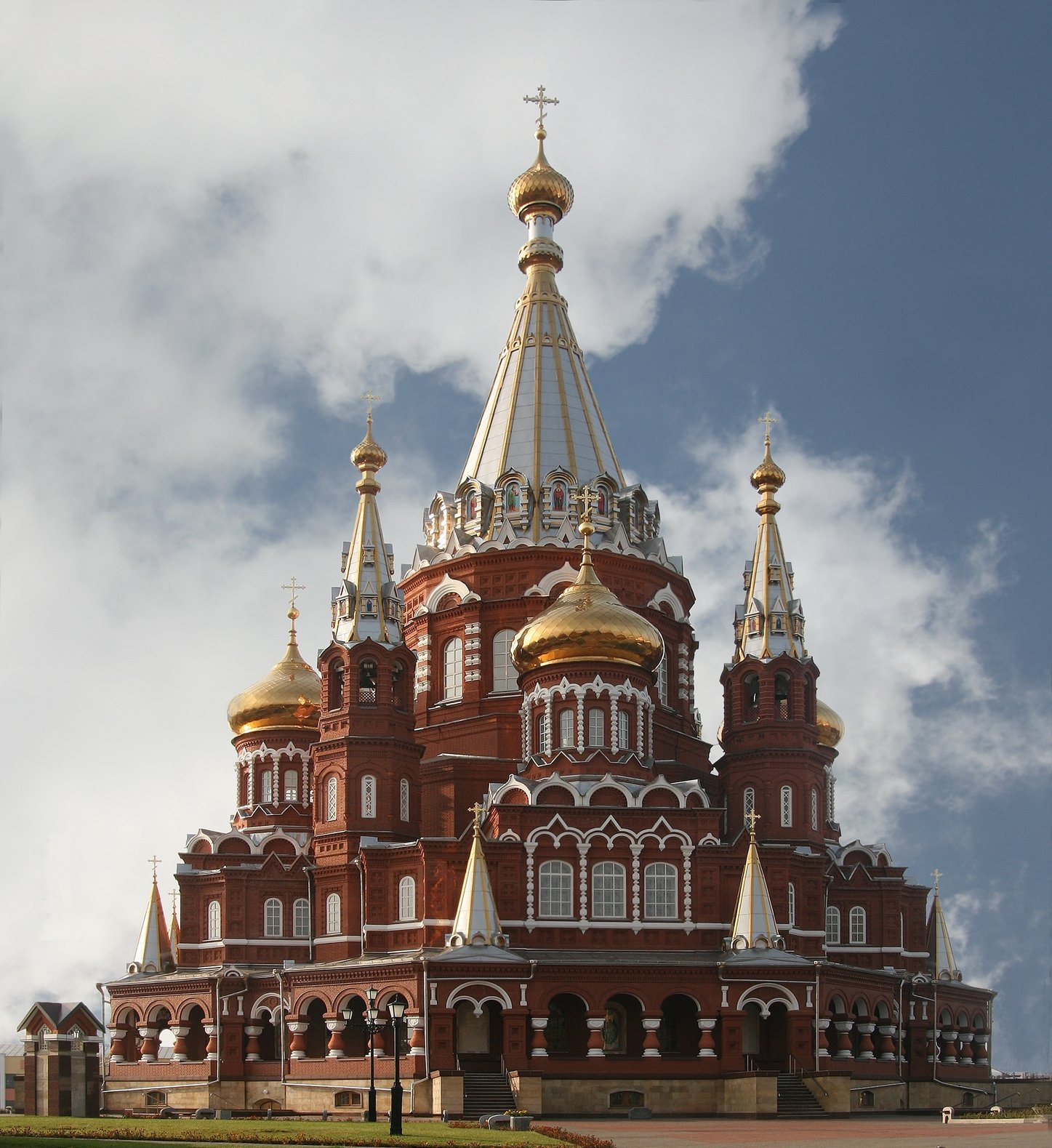
La cattedrale dell'Arcangelo Michele di Iževsk.

L'eparchia di Iževsk (in russo Ижевская епархия?) è una diocesi della Chiesa ortodossa russa, appartenente alla metropolia dell'Udmurtia.

## Territorio
L'eparchia comprende la parte centrale della repubblica dell'Udmurtia.
Sede eparchiale è la città di Iževsk, dove si trova la cattedrale dell'Arcangelo Michele.
L'eparca ha il titolo ufficiale di «metropolita di Iževsk e Udmurtia».

## Storia
L'eparchia è stata eretta dal Santo Sinodo della Chiesa ortodossa russa il 30 novembre 1988.
Il 25-26 dicembre 2013 ha ceduto porzioni di territorio a vantaggio dell'erezione delle eparchie di Glazov e di Sarapul, e contestualmente è entrata a far parte della metropolia dell'Udmurtia.